# SZK Gagra
Az SZK Gagra (grúz betűkkel საფეხბურთო კლუბი გაგრა, magyar átírásban Szapehburto Klubi Gagra) grúz labdarúgócsapat Gagra városából, Abháziából. A klub székhelye jelenleg – a grúz és az abház kormány közötti politikai feszültség miatt – Tbilisziben található, hazai mérkőzéseit a Ameri Stadionban játssza. Jelenleg a grúz élvonalban szerepel.
A klub története legnagyobb sikerét a 2010–11-es szezonban jegyezte, mikor a másodosztály bajnokaként megnyerte a grúz kupát.

## Külső hivatkozások
- Az SZK Gagra hivatalos honlapja Archiválva 2011. január 13-i dátummal a Wayback Machine-ben (grúzul), (oroszul), (angolul)